# Front Religiós de la Torà
Front Religiós de la Torà (hebreu: חזית דתית תורתית‎, Hazit Datit Toratit) fou una coalició política d'Israel formada pels partits ultraortodoxos Agudat Israel i Poalé Agudat Israel per a les eleccions legislatives d'Israel de 1955, en les quals van obtenir el 4,7% dels vots i 6 escons, un escó més que tots dos partits plegats a les eleccions anteriors, però no foren inclosos en la coalició de govern de David Ben-Gurion. Repetiren la coalició a les eleccions de 1959 i van obtenir novament sis escons. Degut a diferències internes la coalició es va trencar i a les eleccions de 1961 es presentaren ambdós partits per separat.
A les eleccions legislatives d'Israel de 1973 tornaren a presentar-se en coalició, en la qual obtenir el 3,8% i 5 escons. Tot i el pobre resultat, fou la quarta força política a la Kenésset. Durant la legislatura, però, la coalició es tornà a trencar, tres escons per a Agudat Israel i dos per a Poalé Agudat Israel. El 1976 Agudat Israel participà en la moció de censura contra el govern a causa de la violació del sàbat per les forces aèries israelianes.

## Resultats
1. ↑  «Religious Torah Front» (en anglès).   The Israel Democracy Institute.